# Trinka Trinka
Trinka Trinka é o sexto mini-álbum da cantora e compositora OLIVIA, lançado em 17 de setembro de 2008. Com exceção de "Rain", o álbum inclui músicas novas, porém nenhuma delas teve um single lançado. O mini-álbum chegou a 76ª posição no Oricon, onde permaneceu por uma semana.

## Lista de Faixas
CD
1. "Trinka trinka"
2. "Rain"
3. "Because"
4. "Collecting sparkles"
5. "Miss you"
6. "Your smile"

DVD
1. "Rain music clip"